# Journée internationale des populations autochtones
La Journée internationale des populations autochtones est une journée internationale créée en 1994 par l'ONU et fixée au 9 août,.
Il s'agit ainsi de célébrer 350 000 000 personnes qui réclament la reconnaissance de leur existence, leurs particularismes culturels, et leurs droits territoriaux.